# Лопатинка шорстка
Лопатинка шорстка (Scapania aspera) — вид печіночників порядку юнгерманіальних (Jungermanniales).

## Поширення
Батьківщиною є Європа.
Росте на вапняних породах і на вапняному ґрунті.

## Характеристика
Рослини утворюють буро-зелені килимки. Листя поділене навпіл. Частки неоднакові за розміром, зазубрені. Верхні частки мають округлу овальну форму і добре виступають над стеблом. Нижні частки на третину більші за верхні частки й мають обернено-яйцювату форму. У середині листка клітини розміром від 12 до 18 × 25 мкм, кути їхні потовщені. Кожна клітина має від двох до восьми масляних тілець. Формуються виводкові тіла. Вид важко відрізнити від Scapania aequiloba.